# Анатолий Тарасов
Анато́лий Влади́мирович Тара́сов (роден на 10 декември 1918 в Москва; починал на 23 юни 1995 в Москва) е хокеен и футболен играч и треньор.
Удостоен е с почетните звания „Заслужил майстор на спорта на СССР“ и „Заслужил треньор на СССР“.
Наричан е Бащата на руския хокей. Превръща сборния хокеен отбор на Съветския съюз в доминираща сила в международния хокей от 60-те до 80-те години. Той е сред първите руснаци в Хокейната зала на славата, където е включев в категорията на „строителите“ през 1974 г.
Освен с хокейната програма на СССР Тарасов се е занимавал и с футбол. Като футболист има 6 мача за тима на „армейците“ през 1940 г. За кратко води футболния отбор на ЦСКА Москва през 1975 г.